# واقب الاسفل (القبيطة)

تعديل مصدري - تعديل

واقب الاسفل هي إحدى قرى عزلة كرش بمديرية القبيطة التابعة لمحافظة لحج، بلغ تعداد سكانها 153 نسمة حسب تعداد اليمن لعام 2004.